# Finlande aux Jeux olympiques d'hiver de 1998
La Finlande participe aux Jeux olympiques d'hiver de 1998, organisés à Nagano au Japon. C'est sa dix-huitième participation aux Jeux olympiques d'hiver après sa présence à toutes les éditions précédentes. La délégation finlandaise, formée de 85 athlètes (51 hommes et 34 femmes), obtient douze médailles (deux d'or, quatre d'argent et six de bronze) et se classe au onzième rang du tableau des médailles.

## Médaillés
| Aki-Petteri Berg |  | Jere Lehtinen  |  | Ville Peltonen |  |
| Tuomas Grönman   |  | Juha Lind      |  | Kimmo Rintanen |  |
| Raimo Helminen   |  | Jyrki Lumme    |  | Teemu Selänne  |  |
| Sami Kapanen     |  | Jarmo Myllys   |  | Ari Sulander   |  |
| Saku Koivu       |  | Mika Nieminen  |  | Jukka Tammi    |  |
| Jari Kurri       |  | Janne Niinimaa |  | Esa Tikkanen   |  |
| Janne Laukkanen  |  | Teppo Numminen |  | Kimmo Timonen  |  |
| Antti Törmänen   |  | Juha Ylönen    |  |                |  |

| Sari Fisk          |  | Sanna Lankosaari     |  | Päivi Salo        |  |
| Kirsi Hänninen     |  | Katja Lehto          |  | Marja Selin       |  |
| Satu Huotari       |  | Marika Lehtimäki     |  | Liisa-Maria Sneck |  |
| Marianne Ihalainen |  | Marja-Helena Pälvilä |  | Petra Vaarakallio |  |
| Johanna Ikonen     |  | Tuula Puputti        |  | Riikka Nieminen   |  |
| Sari Krooks        |  | Karoliina Rantamäki  |  | Tiia Reima        |  |
| Emma Laaksonen     |  | Katja Riipi          |  |                   |  |